# Barnardichthys fulvomarginata
Barnardichthys fulvomarginata är en fiskart som först beskrevs av Gilchrist, 1904.  Barnardichthys fulvomarginata ingår i släktet Barnardichthys och familjen tungefiskar. Inga underarter finns listade.